# Сафин, Ралиф Рафилович
Ралиф Рафилович Са́фин (баш. Сафин Рәлиф Рәфил улы; род. 6 января 1954) — российский предприниматель, член Совета Федерации Федерального Собрания РФ от законодательной власти Республики Алтай (2002—2014). Заслуженный работник нефтяной и газовой промышленности Российской Федерации (1996).

## Биография
По национальности — татарин, но в преддверии выборов на пост президента Башкорстостана называл себя западным башкиром, на что его противники называли его «перекрасившимся татарином». Родной язык — татарский.
После окончания в 1975 году технологического факультета Уфимского нефтяного института, работал мастером, технологом, главным инженером управления в подразделениях ПО «Башнефть».
В 1988 году заочно окончил горный факультет Уфимского нефтяного института по специальности «горный инженер по технологии и комплексной механизации разработки нефтяных и газовых месторождений». В 1987—1990 годах работал начальником управления «Когалымнефть», в 1990—1992 годах — главным инженером производственного объединения «Когалымнефтегаз».
С 1992 года — вице-президент государственного нефтяного концерна «Лангепас-Урай-Когалымнефть». В 1993—2002 годах — первый вице-президент, член совета директоров нефтяной компании «Лукойл», президент компании «Лукойл Европа Холдингз Лимитед».
В 1999 году в Уфимском государственном нефтяном техническом университете защитил кандидатскую диссертацию на тему «Экономические проблемы согласования системы налогообложения с интересами товаропроизводителей», став кандидатом экономических наук.
В 2002—2014 годах — член Совета Федерации Федерального Собрания РФ от законодательной власти Республики Алтай, первый заместитель председателя комитета Совета Федерации по аграрно-продовольственной политике и природопользованию (2012—2014).
На выборах президента Башкортостана в декабре 2003 занял третье место, набрав 23,03 % голосов. Большинство голосов «за татарина» были от татар и татароязычных башкир сельской местности.

## Состояние
Является владельцем основанной в 2002 году инвестиционной компании «Марр Капитал».
По версии журнала «Forbes» состояние Ралифа Сафина в 2011 году оценивалось в $ 0,5 млрд.

## Семья
Супруга — Разия Исхаковна Сафина (дев. Салахова; род. 4 августа 1954).
Дети — Руслан (род. 1973, от другой женщины), Марат (род. 1977), певица Алсу (род. 1983), Ренард (род. 1996).

## Награды и звания
- Орден Почёта (14 января 2014) — за большой вклад в совершенствование российского законодательства, обеспечение законодательной деятельности[7].
- Орден Дружбы (16 февраля 2007) — за активное участие в законотворческой деятельности и многолетнюю добросовестную работу[8].
- Орден «Трудовая слава» (24 декабря 2002, Молдавия) — в знак признания особых заслуг в развитии и укреплении молдо-российского экономического сотрудничества, за значительный вклад в сохранение и восстановление памятников истории и культуры и постоянное содействие в проведении социально гуманитарных акций в Республике Молдова[9].
- Заслуженный работник нефтяной и газовой промышленности Российской Федерации (7 июня 1996) — за заслуги перед государством, большой вклад в развитие топливно-энергетического комплекса и многолетний добросовестный труд[10].